# 北海道道684号美岬卯原内停車場線
北海道道684号美岬卯原内停車場線（ほっかいどうどう684ごう みさきうばらないていしゃじょうせん）は、北海道網走支庁管内の網走市内を結んでいた一般道道である。道道590号網走公園線に編入され、廃止された。能取湖を右手に半周する経路であった。

## 概要

### 路線データ
- 起点：北海道網走市字美岬（北海道道590号網走公園線交点）
- 終点：北海道網走市字卯原内（国鉄 卯原内駅）
- 総延長：（不明）
- 実延長：（不明）
- 重用延長：（不明）

### 道路管理者
- 網走土木現業所

## 歴史
- 1970年（昭和45年）3月31日 - 路線認定[1]。
- 1982年（昭和57年）4月1日 - 一部を道道590号網走公園線に編入。
- 1982年（昭和57年）9月30日 - 路線廃止[2]。

## 路線状況

### 重複区間
- 国道238号（網走市字二見ヶ岡 - 網走市字卯原内）

## 地理

### 通過する自治体
- 網走支庁
  - 網走市

### 交差する道路
網走市
- 一般道道590号網走公園線（字美岬〔起点〕）
- 北海道道1010号能取三眺線（二見ヶ岡）
- 国道238号（二見ヶ岡、重複区間）